# 牛久市立牛久第二中学校
牛久市立牛久第二中学校（うしくしりつうしくだいにちゅうがっこう）は、茨城県牛久市にかつて存在した公立中学校。

## 沿革
- 1947年（昭和22年）3月31日 - 奥野村立奥野中学校設置。
- 1955年（昭和30年）2月10日 - 牛久町と合併、牛久町立奥野中学校と改称。
- 1962年（昭和37年）4月1日 - 牛久町立牛久第二中学校と改称。
- 1986年（昭和61年）6月1日 - 市制施行により、牛久市立牛久第二中学校と改称。
- 2020年(令和2年) 4月1日 - 生徒数減少のため、牛久市立牛久第二中学校と牛久市立奥野小学校が統合し、牛久市立おくの義務教育学校と改称。

## 行事

### 主な学校行事
- 入学式(4月)
- 対面式(4月)
- 歩く会(5月)
- 修学旅行(5月)
- 体育祭(9月)
- 秋輝祭(10月)
- ブリティッシュヒルズへの語学研修(12月)
- スキー学習(1月)
- 卒業式(3月)

## 部活動
- 男子ソフトテニス部
- 女子ソフトテニス部
- ボランティア部
- 軟式野球部
- 吹奏楽部

## 生徒会活動
生徒会長、副会長、本部役員で構成されている。
生徒会本部役員は6名である。
生徒数減少に伴い、立候補者も減少。信任投票となることも少なくなかった。

## 保育園・小学校との連携、英語教育
本校と、牛久市立奥野小学校と、牛久さくらふれあい保育園を中心に、奥野生涯学習センター、奥野運動公園をまとめて「おくのキャンパス」と呼び、特色ある教育を行っていた。
本校は英語教育に力を入れており、本校は本来1学年1クラスであるが、英語の時間は1学年を2クラスに分けて少人数で授業をしたり、平成28年度からは第2学年が従来11月に行っていた校外学習の代わりに福島県にあるブリティッシュヒルズへ語学研修に行くなど、英語を重点的に指導していた。